# Saut de l'Ognon
Le saut de l'Ognon est une chute d'eau des Vosges saônoises située sur la commune de Servance-Miellin.

## Géographie
L'Ognon est une importante rivière de 213,6 km, affluent de la Saône en rive gauche. Le saut est une chute artificielle de 13 à 14 mètres de haut et de plusieurs mètres de large en forme de V.

## Origine du saut
Une graniterie, créée par  Joseph François Varelle, s'installe en 1835 et fonctionnera jusqu'au milieu du XXe siècle. au confluent de la Doue de l'Eau et de l'Ognon, 300 m plus bas au lieu dit Pont de Miellin.
Pour alimenter les roues entraînant les scies et meules de l'usine, deux prises d'eau sont réalisées sur chacune des deux rivières d'où partent deux aqueducs. L'aqueduc partant du barrage sur l'Ognon, dont le début est visible en rive gauche, était en partie partiellement souterrain puis franchissait un vallon sur un ouvrage en bois. 
Pour la prise d'eau de l'Ognon, un barrage a été construit  à l'endroit d'un verrou glaciaire. Au delà d'un certain débit, le barrage déborde produisant une chute. 
En période d'étiage, le barrage en maçonnerie est visible et l'eau déborde seulement du canal de dérivation aujourd'hui obturé.

## Galerie

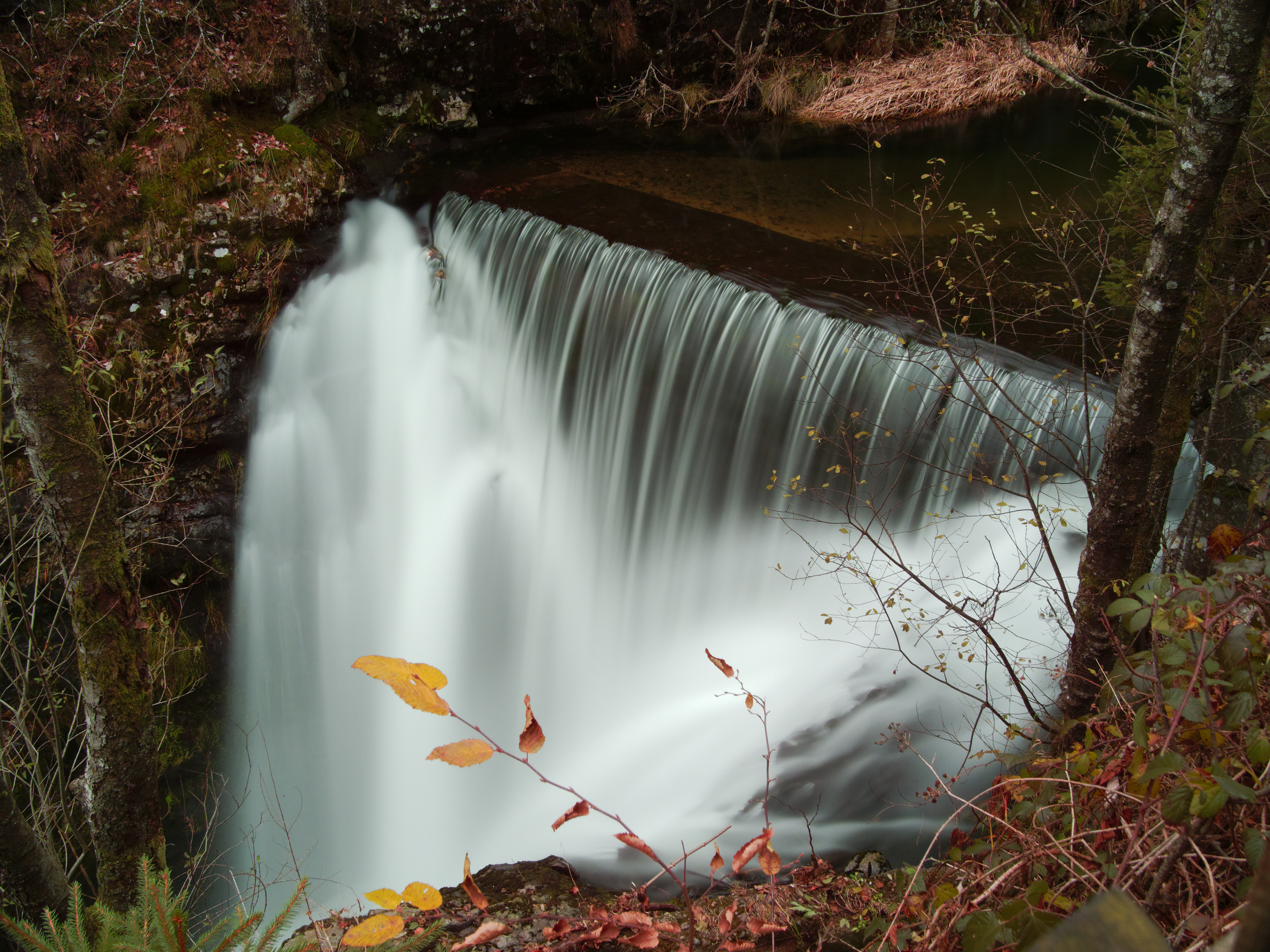